# Slovenské Lodenice Typ Main
Der Typ Main ist ein Serienfrachtschiffstyp der Werft Slovenské Lodenice in Komárno.

## Einzelheiten
Die flussgängigen Küstenmotorschiffe des Main-Typs sind als Mehrzweck-Trockenfrachtschiffe mit weit achtern angeordnetem Deckshaus, einem langen mittleren und einem kürzeren vorderen Laderaum ausgelegt. Die über dem Maschinenraum angeordnete versenkbare Brücke kann auf die Höhe des restlichen Deckshauses herabgefahren werden. Die eisverstärkten Rümpfe wurden in Sektionsbauweise zusammengefügt. Die Schiffe haben einen bis zur Wasserlinie senkrechten und darüber leicht ausfallenden Steven ohne Wulstbug.
Der Typ verfügt über zwei kastenförmige (box-shaped) Laderäume mit einem Rauminhalt von zusammen 4171 m3, die von elektrohydraulischen Faltlukendeckeln verschlossen werden und in denen zwei versetzbare Schotten eingesetzt werden können. Der vordere Laderaum ist 25,20 Meter, der achtere 31,75 Meter lang und beide Laderäume sind jeweils 10,10 Meter breit und 7,26 Meter hoch. Die Tankdecke, welche mit bis zu 15 t/m² belastet werden kann, ist für den Ladungsumschlag mit Greifern und den Transport von Schwergut verstärkt. Es können insgesamt 108 20-Fuß-Containern (TEU) transportiert werden, 72 TEU im Laderaum und weitere 36 TEU auf den Lukendeckeln.
Angetrieben werden die Schiffe der Baureihe von einem Wärtsilä-Sechszylinder-Viertakt-Dieselmotor des Typs 6L20 mit einer Leistung von rund 1200 kW, der über ein Untersetzungsgetriebe auf einen Verstellpropeller und einen Wellengenerator wirkt. Weiterhin stehen Hilfs- und Notdiesel zur Verfügung. Die An- und Ablegemanöver werden durch ein Bugstrahlruder unterstützt.
Die Einheiten der Main-Baureihe werden vorwiegend in der kleinen und mittleren Fahrt im Transport von Massengütern, Massenstückgütern, kleineren Projektladungen oder Containern eingesetzt.

## Die Schiffe (Auswahl)
| Slovenské Lodenice Typ Main  | Slovenské Lodenice Typ Main | Slovenské Lodenice Typ Main | Slovenské Lodenice Typ Main | Slovenské Lodenice Typ Main                                                         | Slovenské Lodenice Typ Main                  |
| Bauname                      | Bau- nummer                 | IMO-Nummer                  | Ablieferung                 | Auftraggeber                                                                        | Umbenennungen und Verbleib                   |
| ---------------------------- | --------------------------- | --------------------------- | --------------------------- | ----------------------------------------------------------------------------------- | -------------------------------------------- |
| Stadt Hemmoor                | 2101                        | 9313632                     | Februar 2005                | Reederei Bojen, Neermoor Bojen Schiffahrtsbetrieb GmbH & Co. KG, MS „Stadt Hemmoor“ | 2013: Aller, 2021: Allertal, 2022 Viktoria-B |
| Moormerland                  | 2102                        | 9313644                     | Juni 2005                   | Reederei Bojen, Neermoor Bojen Schiffahrtsbetrieb GmbH & Co. KG, MS „Moormerland“   | 2013: Leine, 2021: Elbetal, 2022: Elena-B    |
| Stapelmoor                   | 2103                        | 9375783                     | Juni 2006                   | Reederei Bojen, Neermoor MS „Stapelmoor“ Reederei Bojen GmbH & Co. KG               | 2020: Libero                                 |
| Rorichmoor                   | 2104                        | 9375795                     | Juli 2006                   | Reederei Bojen, Neermoor MS „Rorichmoor“ Reederei Bojen GmbH & Co. KG               | 2019: Rurik                                  |
| Daten: Equasis, grosstonnage |                             |                             |                             |                                                                                     |                                              |